# Paula Pereira
Paula Beatriz Pereira (* 11. März 1988 in Rio de Janeiro) ist eine brasilianische Badmintonspielerin.

## Karriere
Pereira gewann 2007 die CAREBACO-Meisterschaft im Damendoppel mit Thayse Cruz. 2007 nahm sie auch an den Panamerikanischen Spielen teil. 2006, 2008 und 2009 wurde sie brasilianische Meisterin im Damendoppel. Bei den Südamerikaspielen 2010 wurde sie mit dem brasilianischen Team Zweite.

## Sportliche Erfolge
| Saison | Veranstaltung                | Disziplin   | Platz | Name                             |
| ------ | ---------------------------- | ----------- | ----- | -------------------------------- |
| 2006   | Brasilianische Meisterschaft | Damendoppel | 1     | Thayse Cruz / Paula Pereira      |
| 2007   | Carebaco-Meisterschaft       | Damendoppel | 1     | Paula Pereira / Thayse Cruz      |
| 2008   | Brasilianische Meisterschaft | Damendoppel | 1     | Fabiana Silva / Paula Pereira    |
| 2009   | Brasilianische Meisterschaft | Damendoppel | 1     | Fabiana Silva / Paula Pereira    |
| 2010   | Südamerikaspiele             | Team        | 2     | Brasilien                        |
| 2013   | Mexico International         | Damendoppel | 1     | Paula Pereira / Lohaynny Vicente |
| 2013   | Mexico International         | Mixed       | 1     | Daniel Paiola / Paula Pereira    |